# JScript .NET
JScript .NET是.NET裡的一種编程语言，由微軟公司所開發，可稱是JScript的後繼者。
JScript .NET與JScript的主要差異可以總結如下。
第一，JScript是一個脚本语言，脚本语言可以直接執行，而不需要事先編譯。這與JScript .NET的案例不同，因為JScript .NET依存於.NET通用語言運行庫，需要透過通用語言運行庫才可以，因此要先編譯為通用中间语言（CIL）才能執行，CIL一般又稱做Microsoft Intermediate Language（MSIL）。但JScript .NET仍然提供在執行時期解譯代碼的支援（例如透過 Function 建構子或是 eval函式），並且，這個解譯器可以透過VSA介面給裝有JScript .NET引擎的特定應用程式來使用。
第二，JScript的基礎是Microsoft的ActiveX／组件对象模型技術，它主要靠ActiveX元件來提供很多功能（像是透過ADO提供資料庫的存取、檔案的處理...等等）。而JScript.NET使用.NET Framework來提供對等的功能。為了向後相容性（或是.NET沒有提供對等的函式庫），JScript .NET仍然以.NET／COM interop（一種.NET與ActiveX／COM相互操作的技術）提供了完整存取ActiveX物件的功能。
雖然.NET Framework和像是C♯與Visual Basic .NET等.NET語言被廣泛的認可，但是JScript .NET卻很少被開發者所關注。微軟在Visual Studio 2003之後也不再納入，然而你仍然可以透過命令提示字元直接使用jsc或是使用JScript .NET來寫ASP.NET應用程式。